# Le Poislay
Le Poislay és un municipi francès, situat al departament del Loir i Cher i a la regió de Centre – Vall del Loira. L'any 2007 tenia 214 habitants.

## Demografia

### Població
El 2007 la població de fet de Le Poislay era de 214 persones. Hi havia 89 famílies, de les quals 24 eren unipersonals (4 homes vivint sols i 20 dones vivint soles), 37 parelles sense fills, 20 parelles amb fills i 8 famílies monoparentals amb fills.
La població ha evolucionat segons el següent gràfic:
Habitants censats

### Habitatges
El 2007 hi havia 142 habitatges, 95 eren l'habitatge principal de la família, 32 eren segones residències i 15 estaven desocupats. 140 eren cases i 1 era un apartament. Dels 95 habitatges principals, 77 estaven ocupats pels seus propietaris, 15 estaven llogats i ocupats pels llogaters i 3 estaven cedits a títol gratuït; 1 tenia una cambra, 7 en tenien dues, 21 en tenien tres, 29 en tenien quatre i 37 en tenien cinc o més. 58 habitatges disposaven pel capbaix d'una plaça de pàrquing. A 52 habitatges hi havia un automòbil i a 34 n'hi havia dos o més.

### Piràmide de població
La piràmide de població per edats i sexe el 2009 era:
| Homes | Edats   | Dones |
| ----- | ------- | ----- |
| 0     | 95 o +  | 0     |
| 0     | 90 a 94 | 8     |
| 4     | 85 a 89 | 8     |
| 4     | 80 a 84 | 0     |
| 0     | 75 a 79 | 12    |
| 4     | 70 a 74 | 4     |
| 12    | 65 a 69 | 4     |
| 4     | 60 a 64 | 4     |
| 8     | 55 a 59 | 4     |
| 12    | 50 a 54 | 12    |
| 4     | 45 a 49 | 8     |
| 0     | 40 a 44 | 0     |
| 4     | 35 a 39 | 8     |
| 4     | 30 a 34 | 0     |
| 12    | 25 a 29 | 12    |
| 8     | 20 a 24 | 0     |
| 4     | 15 a 19 | 0     |
| 4     | 10 a 14 | 0     |
| 0     | 5 a 9   | 4     |
| 0     | 0 a 4   | 0     |

## Economia
El 2007 la població en edat de treballar era de 122 persones, 101 eren actives i 21 eren inactives. De les 101 persones actives 86 estaven ocupades (48 homes i 38 dones) i 15 estaven aturades (5 homes i 10 dones). De les 21 persones inactives 13 estaven jubilades, 5 estaven estudiant i 3 estaven classificades com a «altres inactius».

### Ingressos
El 2009 a Le Poislay hi havia 92 unitats fiscals que integraven 196 persones, la mediana anual d'ingressos fiscals per persona era de 16.869,5 €.

### Activitats econòmiques
Dels 7 establiments que hi havia el 2007, 3 eren d'empreses de construcció, 1 d'una empresa d'hostatgeria i restauració, 1 d'una empresa financera, 1 d'una empresa de serveis i 1 d'una empresa classificada com a «altres activitats de serveis».
Dels 2 establiments de servei als particulars que hi havia el 2009, 1 era una fusteria i 1 lampisteria.
L'any 2000 a Le Poislay hi havia 17 explotacions agrícoles que ocupaven un total de 1.092 hectàrees.

## Poblacions més properes
El següent diagrama mostra les poblacions més properes.